# Communigate Pro
Communigate Pro är en serverprogramvara för e-post som kan köras på nästan alla förekommande datorplattformar (totalt över 30 kombinationer av operativsystem och hårdvara). Amerikanska försvaret är med sina 300.000 konton förmodligen den största enskilda användaren av systemet. Enligt tillverkaren CommuniGate Systems har deras kunder totalt 115 miljoner e-postkonton[när?].